# Мандоус, Алеш
А́леш Ма́ндоус (чеш. Aleš Mandous; род. 21 апреля 1992, Некмирж) — чешский футболист, вратарь клуба «Славия Прага» и сборной Чехии. На правах аренды выступает за «Младу-Болеслав».

## Клубная карьера
Свою футбольную карьеру начал в клубе «Сокол Некмирж», в 2002 году перешёл в клуб «Виктория Пльзень». Летом 2012 года пробился в первую команду.
Дебютировал в основной команде 23 марта 2013 года в матче четвёртого тура Кубка Чехии против «Градец-Кралове», где отыграл весь матч и ни разу не пропустил. Матч закончился победой «Виктории» со счётом 1:0. Но за всё время в клубе так и не сыграл ни одного матча в Первой лиге.
Сезон 2013/14 провёл в аренде в клубе «Богемианс Прага», по итогом которого клуб вылетел в третью лигу. В следующем сезоне отыграл 18 матчей за мостецкий «Баник». По итогам сезона клуб постигла та же неудача, что и «Богемианс».
С 2015 по 2018 годы выступал за словацкую «Жилину», с которой в сезоне 2016/17 завоевал чемпионский титул. Всего за основную команду сыграл 7 матчей. Ещё 40 матчей отыграл за вторую команду.
Летом 2018 года вернулся в Чехию в оломоуцкую «Сигму».
12 июля 2021 года перешёл в пражскую «Славию», подписав с клубом пятилетний контракт.
В феврале 2025 года на правах аренды до конца сезона перешел в клуб «Млада-Болеслав».

## Карьера в сборной
В 2013 году сыграл один матч за сборную Чехии (до 21 года). 7 сентября 2020 года сыграл свой первый матч за главную сборную страны со сборной Шотландии в рамках Лиги наций. Матч закончился поражением чехов со счетом 1:2. В 2021 году вошёл в состав сборной на Евро-2020.

### Статистика выступлений за сборную
| Матчи за сборную Чехии | Матчи за сборную Чехии | Матчи за сборную Чехии | Матчи за сборную Чехии | Матчи за сборную Чехии | Матчи за сборную Чехии  | Матчи за сборную Чехии |
| ---------------------- | ---------------------- | ---------------------- | ---------------------- | ---------------------- | ----------------------- | ---------------------- |
| №                      | Дата                   | Оппонент               | Счёт                   | Голы                   | Соревнование            |                        |
| 1                      | 7 сентября 2020        | Шотландия              | 1:2                    | −2                     | Лига наций 2020/21      |                        |
| 2                      | 11 ноября 2021         | Кувейт                 | 7:0                    | -                      | Товарищеский матч       |                        |
| 3                      | 12 июня 2022           | Испания                | 0:2                    | −2                     | Лига наций 2022/23      |                        |
| 4                      | 15 октября 2023        | Фарерские острова      | 1:0                    | -                      | Отборочный матч ЧЕ-2024 |                        |

## Достижения
Жилина
- Чемпион Словакии: 2016/17